# آدیداس تانگو
آدیداس تانگو (به انگلیسی: Adidas Tango) یک خانواده و برند توپ‌های فوتبال است که در ابتدا به‌عنوان «تانگو دورلاست» در سال ۱۹۷۸، به طور خاص برای جام جهانی فوتبال ۱۹۷۸ در آرژانتین معرفی شد. تغییراتی از طراحی این توپ برای رقابت‌های مختلف از جمله جام جهانی فوتبال، قهرمانی اروپا، و رقابت‌های فوتبال در بازی‌های المپیک تابستانی تولید شده بود. توپ‌های تانگو نام‌های متفاوتی برای آن‌ها اعمال کرده‌اند تا آن‌ها را در ساختشان متمایز کنند.
آدیداس در سال ۲۰۱۱ توپ جدید تانگو ۱۲ را معرفی کرد اما گذشته از این نام شباهت خاصی بین توپ جدید و خانواده قدیمی آدیداس تانگو وجود ندارد.

## تانگو دورلاست
تانگو دورلاست ۱۹۷۸ شامل بیست پنل شش ضلعی یکسان با 'سه گانه' بود که برداشت ۱۲ دایره در اطراف پنج ضلعی‌ها را ایجاد می‌کرد. توپ آدیداس تانگو دورلاست از چرم واقعی با پوشش پلاستیکی ضد آب براق ساخته شده‌بود.

## تانگو اسپانیا
تانگو اسپانیا ساخته شده توسط آدیداس توپ رسمی مسابقات جام جهانی فوتبال ۱۹۸۲ بود که در اسپانیا برگزار شد. تانگو اسپانیا ویژگی‌های مقاوم در برابر آب را از طریق درزهای لاستیکی خود بهبود بخشیده‌بود. این ثابت کرد که بسیار با دوام نیست و منجر به تعویض چندین مرتبه توپ در طول برخی از بازی‌ها شد. این توپ آخرین توپ چرم واقعی بود که در جام جهانی مورد استفاده قرار گرفت.

## تغییرات تانگو
| سال  | تغییرات تانگو           | رقابت                 | اطلاعات اضافی |
| ---- | ----------------------- | --------------------- | --- |
| ۱۹۷۸ | آدیداس تانگو دورلاست    | جام جهانی فوتبال ۱۹۷۸ | این توپ در ابتدا به‌عنوان تانگو دورلاست معرفی شد، با این حال مدل‌های تولید بیشتر نیز با نام تانگو ریور پلاته نام تجاری شدند. تغییرات المثنی شامل تانگو روزاریو |
| ۱۹۸۰ | آدیداس تانگو ریور پلاته | جام ملت‌های اروپا ۱۹۸۰ | [ ۳ ] |
| ۱۹۸۲ | آدیداس تانگو اسپانیا    | جام جهانی فوتبال ۱۹۸۲ | تغییرات المثنی شامل تانگو بارسلونا است. از دیگر تغییرات می‌توان به موندیال تانگو، تانگو آلیکانته، تانگو مالاگا و تانگو داخل سالن اشاره کرد                    |
| ۱۹۸۴ | آدیداس تانگو موندیال    | جام ملت‌های اروپا ۱۹۸۴ | |
| ۱۹۸۴ | آدیداس تانگو سویا       | المپیک تابستانی ۱۹۸۴  | مورد استفاده برای بازی‌های المپیک تابستانی ۱۹۸۴ در لس آنجلس – در مقایسه با تانگو قبلی تنها نکته اضافی نشان رقابت‌ها است                                        |
| ۱۹۸۸ | آدیداس تانگو اروپا      | جام ملت‌های اروپا ۱۹۸۸ | |
| ۱۹۸۸ | آدیداس تانگو سئول       | المپیک تابستانی ۱۹۸۸  | |
| ۲۰۱۲ | آدیداس تانگو ۱۲         | جام ملت‌های اروپا ۲۰۱۲ | طراحی جدید آدیداس تانگو از جمله آدیداس تانگو آرژانتین ۱۲، تورفابریک، کوموئکوا، آلبرت، پرایم و آدیداس تانگو ۱۲                                                |

از دیگر تغییرات توپ تانگو که دیده می‌شود می‌توان به: تانگو روما، تانگو ناپولی، تانگو مونیخ، تانگو عقرب، تانگو مندوزا، تانگو گل، توپ داخل سالن تانگو، تانگو تورنوئی اشاره کرد.

## استفاده در لوگو
توپ آدیداس تانگو در نشان باشگاهی تیم اوکراینی چورنومورتس اودسا و همچنین تیم فوتبال روسیه‌ای موردوویا سارانسک قرار دارد.

## جستارهای وبسته
- آدیداس
- جام جهانی فوتبال ۱۹۷۸
- جام جهانی فوتبال ۱۹۸۲